# Одайник, Сергей Вадимович
Серге́й Вади́мович Ода́йник (16 ноября 1949, Киев — 5 декабря 2019) — украинский живописец. Заслуженный художник Украины, член Национального союза художников Украины.

## Биография
Родился 16 ноября 1949 года в городе Киеве.
В 1967 году окончил Киевскую художественную среднюю школу имени Тараса Шевченко.
1973 — окончил Киевский государственный художественный институт по специальности «художник-монументалист» (руководитель творческой мастерской — Яблонская Татьяна Ниловна).
1977 — окончил творческие мастерские Академии художеств СССР под руководством Сергея Григорьева.
С 1977 года — член Союза художников СССР. Член Союза художников Украины.
С 2002 года — Заслуженный художник Украины.
С 2008 по 2009 год Сергей Одайник был участником Всеукраинского арт-проекта «Украинцы в мире». Проект представлял известных деятелей Украины, которые сыграли важную роль в формировании мировой цивилизации. Художник написал серию портретов выдающихся личностей. Картины экспонировались в «Украинском Доме».
Преподаватель на кафедре живописи в Киевском государственном институте декоративно-прикладного искусства и дизайна имени Михаила Бойчука (КДИДПМД имени М. Бойчука).
С 1971 года — участник всесоюзных, республиканских и групповых выставок.
Произведения хранятся в Национальном художественном музее Украины, Государственной Третьяковской галерее (Москва, Россия), Запорожском областном художественном музее, Краеведческом музее г. Железнодорожного (Балашиха, Россия), других областных художественных музеях, частных коллекциях на Украине и за рубежом.
Работал в области станковой живописи. Автор иллюстраций к сборникам «Третий кит», «Сарматская раковина» и «Времена года». 
Умер 5 декабря 2019 года. Покоится на Байковом кладбище.

## Семья
- Отец — Вадим Иванович Одайник (1925—1984), художник-живописец.
- Мать — Зоя Александровна Одайник-Самойленко (1924—2002), художник-живописец.
- Сестра — Оксана Вадимовна Одайник (р. 1953), художник-живописец.
- Жена — Галина Васильевна Бородай (1949—1980), художник-монументалист, поженились в 1968 году[11].
- Дочь — Дарья Одайник (р. 1975), художник-живописец.
- Внучка — Ольга Александровна Ходченко (р. 1996), художник-живописец, дизайнер.

## Творчество
Работы С. Одайника 1970-х относят к «метафорческой живописи».

### Живописные работы
- «Народная художница А. Верес» (1976), Уманский краеведческий музей.
- «Сон» (1976), Министерство культуры УССР.
- «Девушка с белой тканью» (1976)[13].
- «Народный мастер села Опошня А. Селюченко» (1978), Ждановский краеведческий музей.
- «Галя. Утренний этюд» (1978), Министерство культуры УССР[13].
- «Лето в Киеве» (1978), Союз художников УССР.
- «Солнечный свет» (1978), Союз художников УССР.
- «Весна в Гостомеле» (1978)
- «На Карадаге» (1978), Союз художников УССР.
- «Теплый вечер» (1979).
- «Вдохновение» (1980).
- «Звуки летней ночи» (1980)[2], Министерство культуры УССР.
- «В пути» (1981)[14].
- «Воспоминания. Украинское барокко» (1984)[13].
- «Реквием. Жертвам голодомора 1932—1933 гг. посвящается» (1993[2], Национальный музей медицины Украины, Киев[15]).
- «Серия портретов украинской элиты» (2000).
- Роспись собора Покрова Божией Матери (1998)[16].
- Роспись Михайловского Златоверхого собора, Западная арка — «Севастийские великомученики» (1999—2000)[2].
- Роспись Киевского вокзала: Зал ожидания № 2 — роспись потолка (2001)[2].
- Серия монументально-живописных панно «Живописная Украина» (два панно: «Луцк» и «Каменец-Подольский»).
- «Разлив» (2005).
- «Отражение» (2006).
- «Осенний мотив» (2007).
- «Остров» (2008).
- «Солнечный ветер» (2008).

## Выставки

### Персональные
- 1990 — Персональная выставка живописи в Украинском Фонде культуры, арт-галерея Украинского Фонда культуры, Киев.
- 1996 — Персональная выставка живописи, арт-галерея мэрии города Тулузы, Франция.
- 1999 — Персональная выставка живописи, галерея «Фонда Содействия Развитию Искусств Украины», Киев.
- 2009 — Персональная выставка живописи «Украинский пейзаж», галерея мэрии города Тулузы, Франция.

### Коллективные
- 1971 — Молодые художники Украины. Москва.
- 1973 — Республиканская художественная выставка пейзажа «Мемориал Куинджи», Жданов.
- 1974 — II Республиканская художественная выставка рисунка. Киев.
- 1975 — XVI Всесоюзная художественная выставка дипломных работ студентов высших художественных учебных заведений. Москва.
- 1976 — III Республиканская художественная выставка рисунка. Киев.
- 1976 — Всесоюзная выставка произведений молодых художников «Молодость страны». Москва[17].
- 1978 — Республиканская художественная выставка монументального искусства. Киев
- 1978 — Республиканская художественная выставка «Лубенская художественная весна». Лубны.
- 1979 — Выставка «13 киевских живописцев». Киев.
- 1980 — Республиканская выставка произведений молодых художников. Киев.
- 1982 — Всесоюзная художественная выставка Министерство культуры СССР.
- 1983 — Республиканская художественная выставка молодых художников Украины, выставка живописи, Национальный художественный музей Украины, Киев.
- 1991 — Выставка украинской живописи, галерея «Плеяда». Киев.
- 1999 — «Искусство Украины», 5-годовщина «Фонда Содействия Развитию Искусств Украины», Национальный художественный музей Украины. Киев.
- 2001 — «Десятая годовщина Независимости Украины», Киевская городская галерея искусств «Лавра». Киев.
- 2004 — «Седневские пленэры НСХУ», 40 лет Дому творчества и отдыха «Седнев», выставочные залы Национального союза художников Украины, репродукция произведения М. Двоеглазова, «Седневская плотина», Киев[18].
- 2006 — Всеукраинская художественная выставка «День художника», выставочные залы Национального союза художников Украины. Киев.
- 2007 — «Художники Киева», 40 лет КОНСХУ[19]. Выставочные залы Национального союза художников Украины. Киев.
- 2008 — Всеукраинская художественная выставка, «70 лет основания Национального Союза художников Украины», выставочные залы Национального союза художников Украины. Киев.
- 2013 — Выставка живописи «Художественное наследство семьи Одайников». Запорожский областной художественный музей. Запорожье[20].

## Музеи
- Киевский музей русского искусства.
- Полтавский художественный музей.